# Matthew Vaughn
Matthew Allard de Vere Drummond, (nato Matthew Allard Robert Vaughn) (Londra, 7 marzo 1971), è un regista, sceneggiatore e produttore cinematografico britannico.

## Biografia
Vive in California e Inghilterra, fino a quando non approda a Los Angeles, dove inizia a lavorare come aiuto regista. Tornato a Londra, si dedica a studi di antropologia e di storia antica, alla University College London, ma presto torna a Los Angeles, dove inizia la sua carriera come regista. A 25 anni produce un piccolo film, The Innocent Sleep (1995), con Annabella Sciorra e Michael Gambon. Con l'amico Guy Ritchie realizza Lock & Stock - Pazzi scatenati, Snatch - Lo strappo e Travolti dal destino.
Nel 2004 passa dietro la macchina da presa e dirige Daniel Craig in The Pusher, trasposizione del romanzo L'ultima partita di J.J. Connolly; il successo della pellicola lo porta quasi a dirigere X-Men - Conflitto finale, ma rifiuta la regia a due mesi dall'inizio delle riprese. Nel 2007 traspone l'opera di Neil Gaiman, Stardust. Nel 2010 dirige Kick-Ass e nel 2011 X-Men - L'inizio, e nel gennaio 2012 viene ingaggiato per dirigerne il sequel, a cui rinuncia nell'ottobre 2012, venendo rimpiazzato da Bryan Singer. Nel marzo 2013 viene ufficializzato il nuovo progetto cinematografico di Vaughn, Kingsman - Secret Service, basato sull'omonimo fumetto di Mark Millar.

### Vita privata
Convinto di essere figlio dell'attore Robert Vaughn, con il quale la madre aveva avuto una relazione, nel 1980 Vaughn ha scoperto – in seguito a un test di paternità – di essere figlio di George Albert Harley de Vere Drummond, aristocratico britannico.
Nel 2002 nel Suffolk ha sposato Claudia Schiffer; la coppia ha tre figli: Caspar Matthew (30 gennaio 2003), Clementine Poppy (11 novembre 2004) e Cosima Violet (14 maggio 2010).

## Filmografia

### Regista
- The Pusher (Layer Cake) (2004)
- Stardust (2007)
- Kick-Ass (2010)
- X-Men - L'inizio (X-Men: First Class) (2011)
- Kingsman - Secret Service (Kingsman: The Secret Service) (2014)
- Kingsman - Il cerchio d'oro (Kingsman: The Golden Circle) (2017)
- The King's Man - Le origini (The King's Man) (2021)
- Argylle - La super spia (Argylle) (2024)

### Sceneggiatore
- Stardust (2007)
- Kick-Ass (2010)
- Il debito (The Debt), regia di John Madden (2010)
- X-Men - L'inizio (X-Men: First Class) (2011)
- X-Men - Giorni di un futuro passato (X-Men: Days of a Future Past), regia di Bryan Singer (2014)
- Kingsman - Secret Service (Kingsman: The Secret Service) (2014)
- Kingsman - Il cerchio d'oro (Kingsman: The Golden Circle) (2017)
- The King's Man - Le origini (The King's Man) (2021)

### Produttore

#### Cinema
- The Innocent Sleep, regia di Scott Michell (1995)
- Lock & Stock - Pazzi scatenati (Lock, Stock and Two Smoking Barrels), regia di Guy Ritchie (1998)
- Snatch - Lo strappo (Snatch), regia di Guy Ritchie (2000)
- Mean Machine, regia di Barry Skolnick (2001)
- Travolti dal destino (Swept Away), regia di Guy Ritchie (2001)
- The Pusher (Layer Cake) (2004)
- Stardust (2007)
- Harry Brown, regia di Daniel Barber (2009)
- Kick-Ass (2010)
- Il debito (The Debt), regia di John Madden (2010)
- Kick-Ass 2, regia di Jeff Wadlow (2013)
- Kingsman - Secret Service (Kingsman: The Secret Service) (2014)
- Fantastic 4 - I Fantastici Quattro (The Fantastic Four), regia di Josh Trank (2015)
- Eddie the Eagle - Il coraggio della follia (Eddie the Eagle), regia di Dexter Fletcher (2016)
- Kingsman - Il cerchio d'oro (Kingsman: The Golden Circle) (2017)
- Rocketman, regia di Dexter Fletcher (2019)
- The King's Man - Le origini (The King's Man) (2022)
- Tetris, regia di Jon S. Baird (2023)
- Argylle - La super spia (Argylle), regia di Matthew Vaughn (2024)

#### Televisione
- Lock, Stock... - serie TV (2000)
- Swag - programma TV (2003)
- Make My Day - documentario (2003)